# Колумбија (Јужна Дакота)
Колумбија (енгл. Columbia) град је у америчкој савезној држави Јужна Дакота.

## Демографија
По попису из 2010. године број становника је 136, што је 4 (-2,9%) становника мање него 2000. године.
| Група             | 2000.       | 2010.       |
| Белци             | 138 (98,6%) | 133 (97,8%) |
| Афроамериканци    | 0 (0,0%)    | 0 (0,0%)    |
| Азијати           | 0 (0,0%)    | 0 (0,0%)    |
| Хиспаноамериканци | 0 (0,0%)    | 3 (2,2%)    |
| Укупно            | 140         | 136         |